# إريك غاي
إريك غاي (بالفرنسية: Éric Gay)‏ هو سياسي فرنسي، ولد في 7 يناير 1958 في فرنسا. حزبياً، نشط في The Rally (New Caledonia) ‏. وقد انتخب رئيس بلدية ‏ Le Mont-Dore, New Caledonia ‏ (14 نوفمبر 2003 – ).